# Enebakk
Enebakk is een gemeente in de Noorse provincie Akershus. De gemeente telde 10.927 inwoners in januari 2017.

## Plaatsen in de gemeente
- Flateby
- Kirkebygda
- Ytre Enebakk

## Geboren
- Heidi Weng (20 juli 1991), langlaufster

Ås · Asker · Aurskog-Høland · Bærum · Eidsvoll · Enebakk · Frogn · Gjerdrum · Hurdal · Jevnaker · Lillestrøm · Lørenskog · Lunner · Nannestad · Nes · Nesodden · Nittedal · Nordre Follo · Rælingen · Ullensaker · Vestby

Voormalige gemeentes: Fet · Oppegård · Skedsmo · Ski · Sørum